# Иоанн Дука (цезарь)
Иоа́нн Ду́ка (греч. Ιωάννης Δούκας; ок. 1025 — 1088) — византийский цезарь, младший брат императора Константина X Дуки.
23 мая 1067 года после смерти брата Константина X фактически стал правителем Византии. После 1 января 1068 года, когда на престол взошёл Роман IV Диоген, Иоанн удалился в Вифинию. После того, как в 1071 году на престол вступил его племянник Михаил, вмешивался в управление государством. Помогал Алексею I Комнину захватить престол в 1081 году.

## Семья
Жена (с ок 1045) Ирина Пигонитисса (ок.1027 — 1060/65). Их дети:
- Андроник Дука (ок.1048—1077) Соправитель 1067-70.
- Константин Дука (ок.1050—1075/76) Цезарь.